# Візит Володимира Зеленського до США (2022)
21 грудня 2022 року президент України Володимир Зеленський відвідав США. Під час 10-годинного візиту Зеленський зустрівся з президентом США Джо Байденом, провів спільну пресконференцію та виступив на спільному засіданні Конгресу США. Державний секретар Сполучених Штатів Ентоні Блінкен напередодні візиту Зеленського оголосив про пакет військової допомоги Україні розміром 1,85 млрд дол. США. Візит Зеленського до Вашингтона став його першою закордонною поїздкою після російського вторгнення в Україну в лютому 2022 року.

## Передумови
24 лютого 2022 року Росія вторглася в Україну в ході значної ескалації Російсько-української війни. На початку вторгнення Зеленський відхилив пропозиції щодо евакуації зі США. Сполучені Штати допомагали Україні та Зеленському іншими засобами. США надали найбільшу допомогу Україні під час вторгнення з-поміж будь-якої іноземної держави — близько 50 млрд доларів США на момент візиту Зеленського.
Це був перший візит Зеленського до Білого дому, хоча він зустрічався з попередником Байдена Дональдом Трампом у 2019 році «на полях відкриття Генасамблеї ООН у Нью-Йорку».
Неформальні обговорення поїздки розпочалися 11 грудня, а після того, як запрошення було передано та прийнято, планування почалося 18 грудня. Зеленський поїхав потягом до Перемишля (Польща), де до нього приєдналася посол США Бріджит Брінк, потім він був «перевезений в автомобілі посольства США до аеропорту в Ряшеві», а потім полетів літаком ВПС США, яким зазвичай користуються чиновники рівня Кабінету міністрів, до об'єднаної бази Ендрюс.

## Візит до США

### Зустріч з Джо Байденом
Зеленський прибув до країни з польського Жешува на борту літака ВПС США. Під час візиту до США Зеленський зустрівся з президентом Джо Байденом. Байден пообіцяв ракетний комплекс Patriot для використання Україною проти авіації, балістичних і крилатих ракет. Систему Patriot раніше просила Україна.
Зеленський вручив Байдену медаль, якою був нагороджений український офіцер, відповідальний за надану США систему HIMARS, «яку офіцер хотів, щоб Байден мав».

### Промова в Конгресі
Після зустрічі з Байденом Зеленський виступив англійською мовою на спільному засіданні Конгресу США. У своїй промові Зеленський закликав більше допомагати Україні, зазначивши, що «Україна жива та здорова». Після виступу Зеленський подарував віцепрезиденту США Камалі Харріс і спікеру Палати представників Конгресу США Ненсі Пелосі прапор України з підписами українських військових, які воюють у битві за Бахмут. Натомість Пелосі подарувала Зеленському прапор США, який того дня майорів над Капітолієм. Зеленський ніс із собою прапор, покидаючи залу палати.
Пізніше Пелосі порівняла візит з виступом Вінстона Черчилля в Конгресі, на якому її батько, Томас Д'Алесандро молодший, був присутній 26 грудня 1941 року.

## Реакція
Видання «Ассошіейтед Прес», посилаючись на аналітика з питань безпеки, написало, що «місія Зеленського утримувати Америку в активі є важкою, але він справляється із завданням». Девід Сенгер із «Нью-Йорк таймс» стверджував, що справжньою метою Зеленського було звернення до «меншості республіканців, які не бажають витрачати більше на конфлікт, кінця якого не видно…» З цією метою Зеленський нагадав Конгресу, що допомога Ірану Росії може зрештою вплинути на близького союзника США, Ізраїль, по суті закликаючи членів Конгресу, які не хочуть інвестувати більше в Україну, розглядати це як частину ширшого захисту інтересів Заходу.

## Галерея
- Президент Зеленський під час візиту 2022 року до Вашингтона
- Зустріч Зеленського та Байдена у Білому домі
- Президенти Джо Байден та Володимир Зеленський в Овальному кабінеті
- Президент Джо Байден вітає Володимира Зеленського в Овальному кабінеті
- Виступ Президента України у Конгресі США
- Зеленський виступає з промовою в Конгресі
- Ненсі Пелосі отримує український прапор з битви за Бахмут наприкінці промови Володимира Зеленського
- Володимир Зеленський отримує прапор США від Ненсі Пелосі та віцепрезидентки Камали Гарріс
- Володимир Зеленський, Камала Гарріс та Ненсі Пелосі під час спільного засідання Конгресу
- Ненсі Пелосі, Володимир Зеленський, Чак Шумер, Андрій Єрмак та Мітч Макконнелл
- Володимир Зеленський і Ненсі Пелосі під час пресконференції